# Tratado del Quirinal
El llamado Tratado del Quirinal (en francés: Traité du Quirinal, en italiano: Trattato del Quirinale), formalmente llamado "Tratado entre Italia y Francia para una mayor cooperacion Bilateral", es un acuerdo bilateral de amistad entre la República Italiana y la República Francesa, firmado por el Primer Ministro Mario Draghi y el presidente Emmanuel Macron en el Palacio del Quirinal en Roma, el 26 de noviembre de 2021. Tiene como objetivo proporcionar un marco estable y formalizado para la cooperación en las relaciones entre los dos países, siendo una especie de equivalente transalpino al Tratado del Elíseo y el Tratado de Aquisgrán, los cuales organizan y rigen las relaciones franco-alemanas.

## Contenido y objetivos
El objetivo principal del tratado es reforzar las relaciones franco-italianas. Consta de 13 artículos, estableciendo que "promoverá la convergencia de las posiciones francesas e italianas, así como la coordinación de los dos países en materias de política europea y exterior, seguridad y defensa, política migratoria, economía, educación, investigación, cultura y cooperación transfronteriza". Además de la implementación del intercambio de ministros cada tres meses, en donde al menos una vez cada trimestre, un ministro italiano asistirá a un consejo de ministros del gobierno francés, y viceversa. El tratado es visto como un intento de hacer contrapeso al poder de facto que goza Alemania en la Union Europea, buscando así Italia y Francia tener un papel mucho más clave y consolidado en la UE con el nuevo eje Paris-Roma.

## Historia

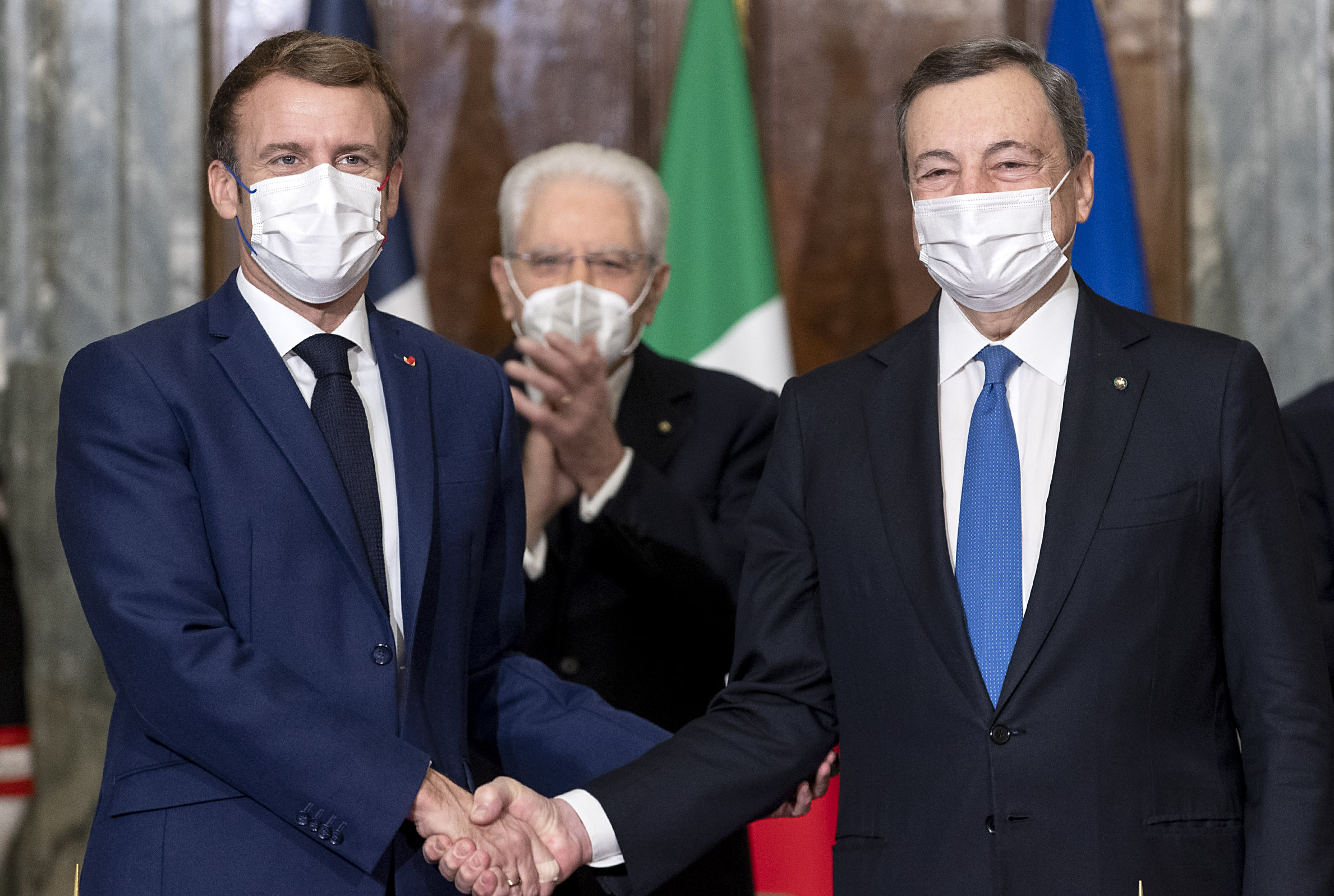
Macron y Draghi en el Palacio del Quirinal, el 26 de noviembre de 2021.

El proyecto inicio a propuesta de Emmanuel Macron al entonces primer ministro italiano Paolo Gentiloni en enero del 2018, siendo paralizado al comenzar el primer gobierno de Giuseppe Conte, debido a los diversos impases diplomáticos entre ambos países causados principalmente por el Movimiento 5 Estrellas y la Liga Norte. 
Cuando se formó el segundo gabinete de Conte entre el M5S y el Partido Democrático (PD), se reiniciaron las conversaciones entre Italia y Francia. A principios de 2020, durante una reunión bilateral en Nápoles, Giuseppe Conte y Emmanuel Macron reafirmaron su voluntad de continuar con la redaccion del tratado.
El 13 de febrero de 2021, Mario Draghi es nombrado nuevo Primer Ministro de Italia y, el 17 de febrero de 2021, declaró que quería estructurar mejor la relación entre Italia y Francia. Emmanuel Macron compartió la misma opinión el 5 de julio de 2021, con motivo de la visita al Palacio del Elíseo del presidente de la República Italiana Sergio Mattarella.
El 26 de noviembre de 2021, Draghi y Macron firmaron el tratado en el Palacio del Quirinal. Durante una conferencia de prensa en Villa Madama, Macron afirmó: "Italia y Francia comparten mucho más que fronteras. La historia, el arte, la economía y la sociedad se han entrelazado durante mucho tiempo. Las instituciones que tenemos el honor de representar se basan en los mismos valores, sobre el respeto a los derechos humanos y sobre el europeísmo ". Mientras que Draghi dijo: "Nuestra soberanía, entendida como la capacidad de lograr el futuro que queremos, sólo puede fortalecerse a través de una gestión compartida de los desafíos comunes. Queremos favorecer y acelerar el proceso de integración europea".